# Doria (familia)
Doria, originalmente de Auria (procede de filiis Auriae), que significa "los hijos de Auria", y luego de Oria o d'Oria, es una de las familias más antiguas y más ilustres de Génova. La familia se posicionó con los gibelinos en Génova. En 1339 perdieron su predominio al llegar al poder el dux Simone Boccanera, si bien conservaron el poder civil y militar de Génova. Regresaron al poder político con Andrea Doria, mediado el siglo XVI. La familia contó con científicos, estadistas, militares y marinos. Algunos miembros migraron a la costa de Colombia en el siglo XIX

## Genealogía
Entre sus miembros se puede destacar a: 
- Arnaldo Doria, encabezó en 1147 una flota genovesa contra los sarracenos de Al-Ándalus
- Abraham Doria, vencedor en la batalla de Meloria
- Lamba Doria, almirante genovés en la guerra contra Venecia en 1298
- Gaspar Doria, generó en 1324 una sublevación en Sassari, Cerdeña, contra el gobierno de Aragón en la isla
- Brancaleone Doria, en 1391 acaudilló la rebelión de Cerdeña contra la Corona de Aragón, tomando Sassari ante la inacción de Juan I el Cazador, rey de Aragón
- Paganino Doria, jefe militar genovés, que derrotó al Almirante Pisani de Venecia en el siglo XIV
- Andrea Doria (1466-1560), condottiere y militar genovés.
- Filippino Doria, al servicio de Francisco I como almirante; venció a la flota española en 1528, en Capo d´Orso
- Girolamo Doria, sobrino del anterior y obispo de Tarragona
- Giovanni Doria (1573 -1642), cardenal y gobernador de Sicilia.
- Giacomo Doria (1840-1913), naturalista y zoólogo.